# Sylfiderna

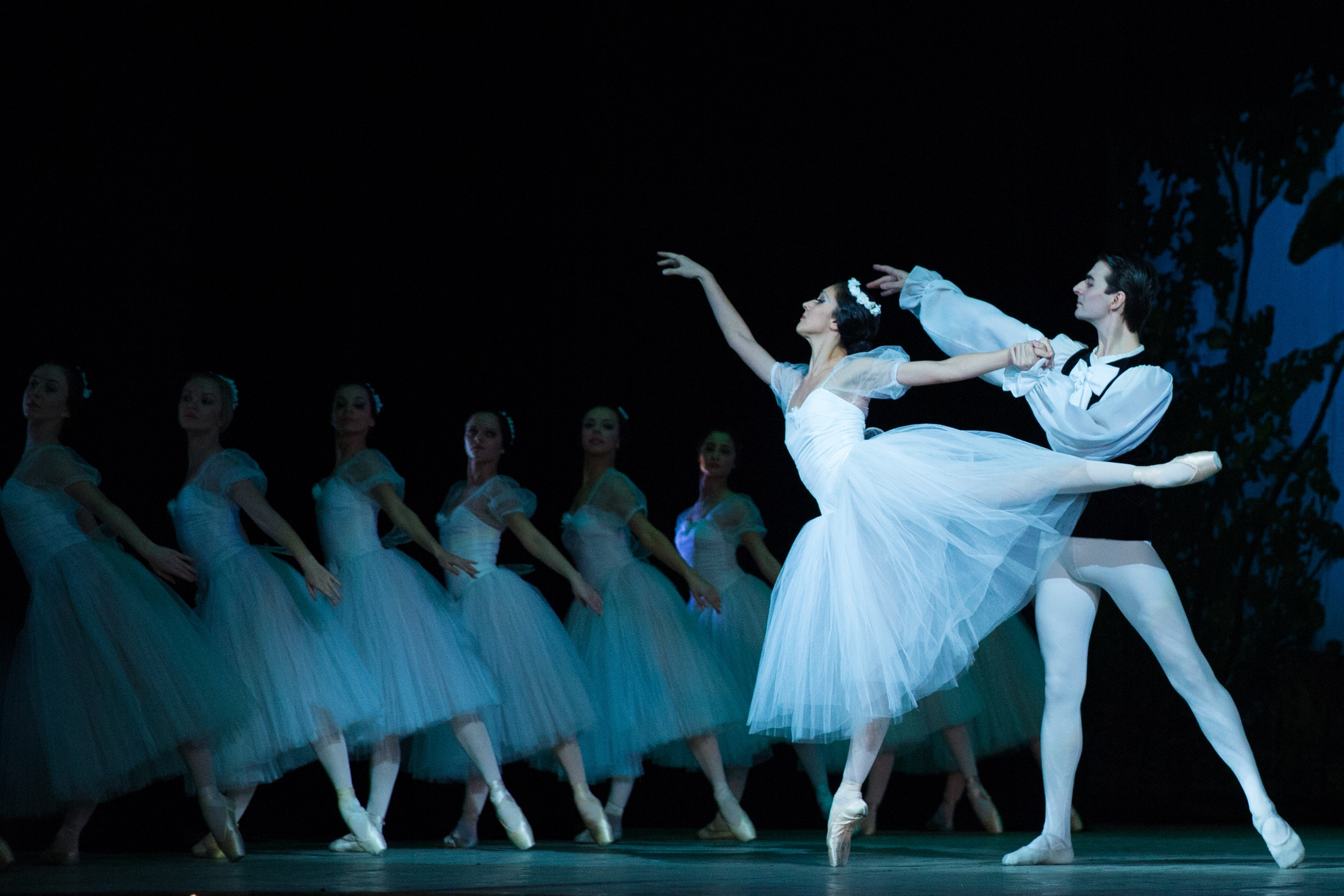
Från en föreställning av Chopiniana i Baku 2014.

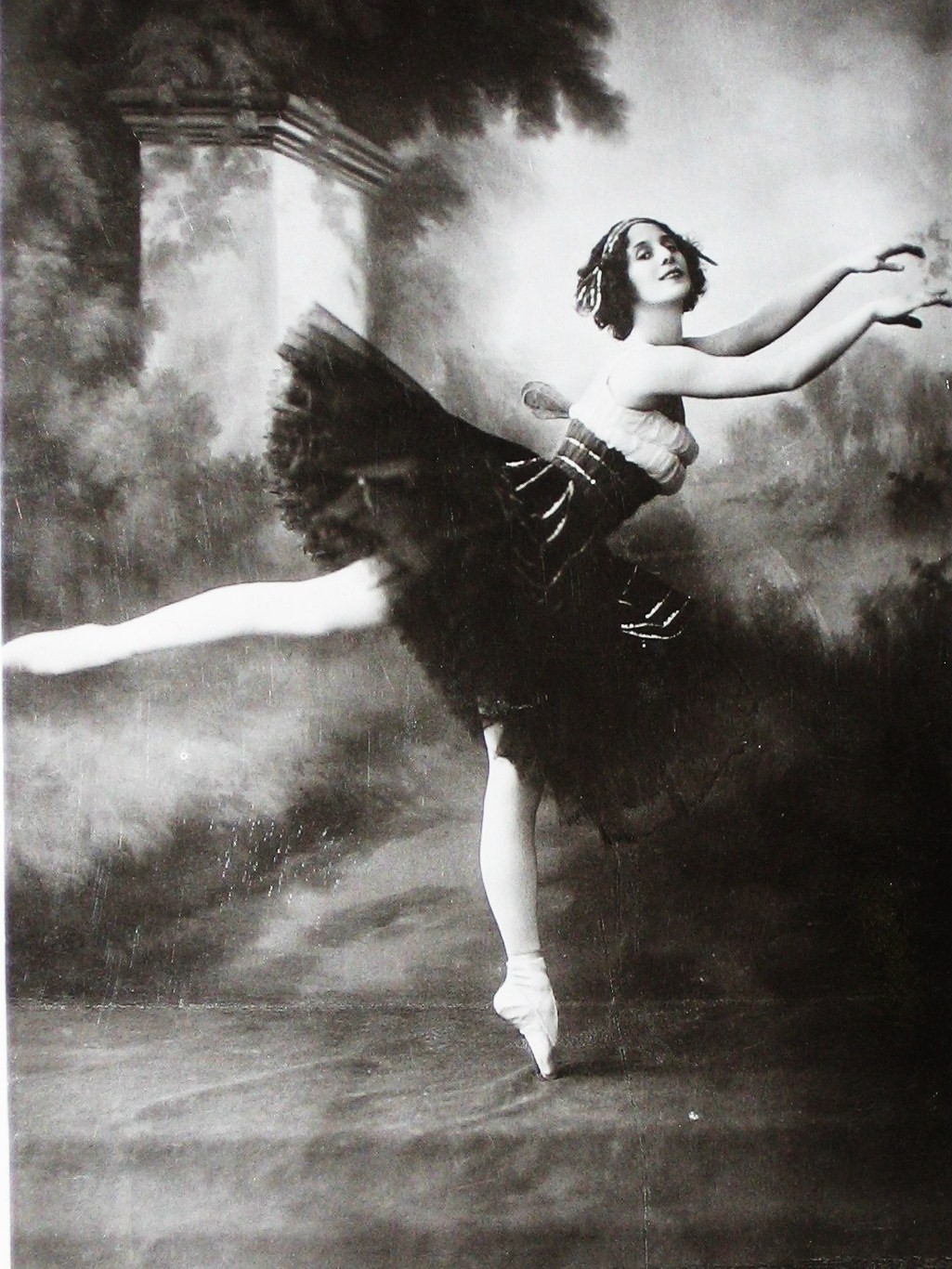
Anna Pavlova i fjärilssolot 1908

Sylfiderna (franska: 'Les sylphides') är en balettsvit i en akt, med koreografi av Michel Fokine och musik av Frédéric Chopin. Ursprunglig titel, som fortfarande brukas i Ryssland: Chopiniana.

## Förhistoria
Verkets förhistoria är en balettsvit med titeln Chopiniana, som koreograferades av Fokine för Mariinskijteatern. Den bestod av en serie dramatiska danser, arrangerade till pianostycken av Chopin. En av dessa, ett pas de deux, framställde en ballerina i lång tyllkjol i 1830-talsmanér. Den var avsedd som en hyllning till ballerinnan Marie Taglioni. Just denna pas de deux var särskilt framgångsrik och Fokine omarbetade hela sviten, så att den blev en hyllning av den romantiska baletten.

## Historia
Det omarbetade verket blev populärt efter urpremiären på Mariinskijteatern den 8 mars 1908. Fokine erbjöd det åt Sergej Djagilev till dennes första säsong med Ballets Russes i Paris. Djagilev insisterade på vissa omarbetningar, liksom att verket skulle döpas om till Les sylphides. Det är denna senare version, som spelas i väst idag. I Ryssland har man bibehållit titeln Chopiniana.     
Den svenska premiären ägde rum på Stockholmsoperan den 14 mars 1913 i Fokines egen instudering.

## Handling
Baletten Sylfiderna har ingen egentlig handling, utan utgörs av olika danser av sylfider, den kvinnliga motsvarigheten till väsendet sylf; även en manlig dansare, kallad poeten, förekommer. Stilen betecknas som en pastisch på 1800-talets romantiska balett. Musiken är en orkestersvit sammanfogad av olika Chopinkompositioner.